# Kalteneggolsfeld

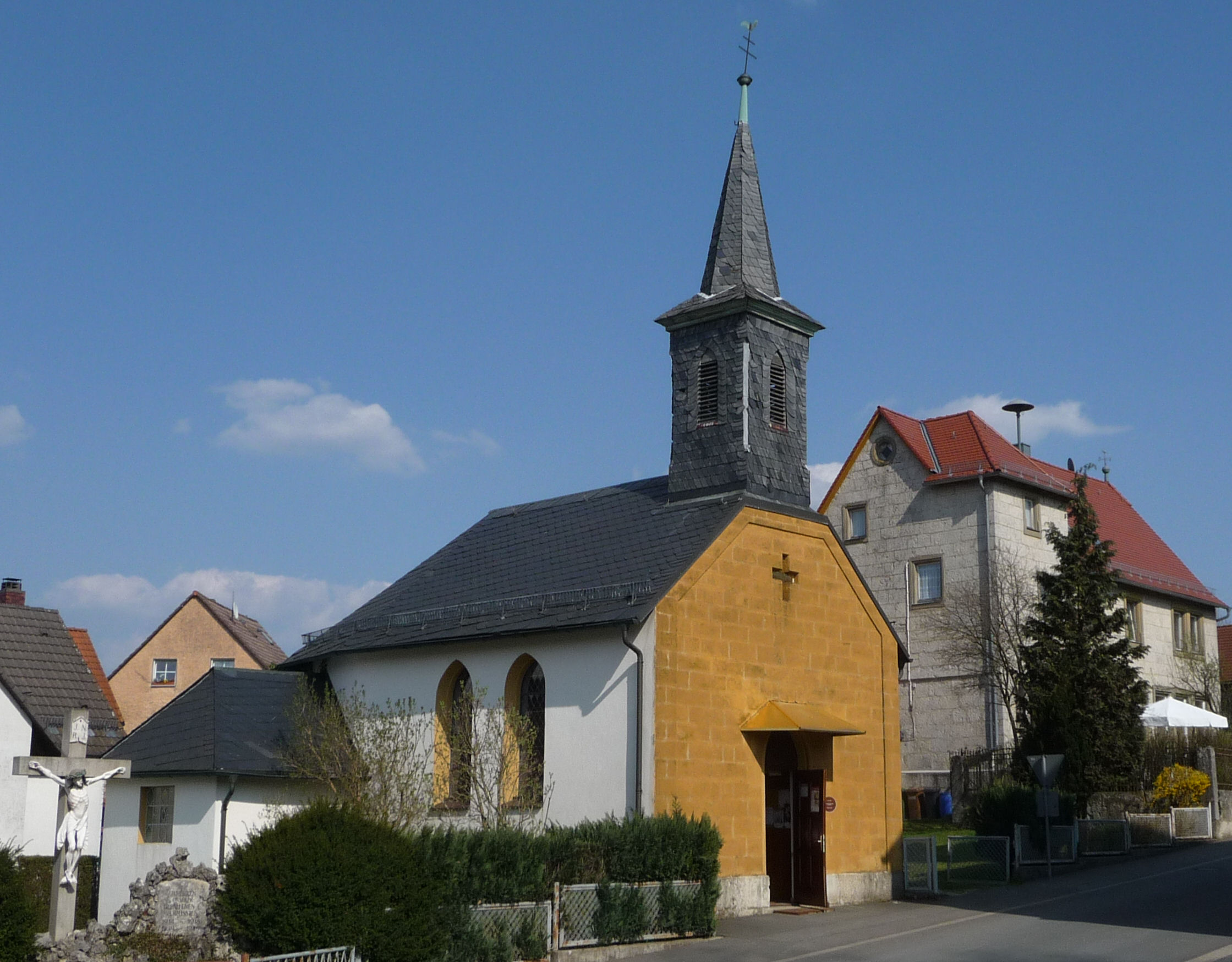
Herz-Maria-Kapelle und Schulhaus

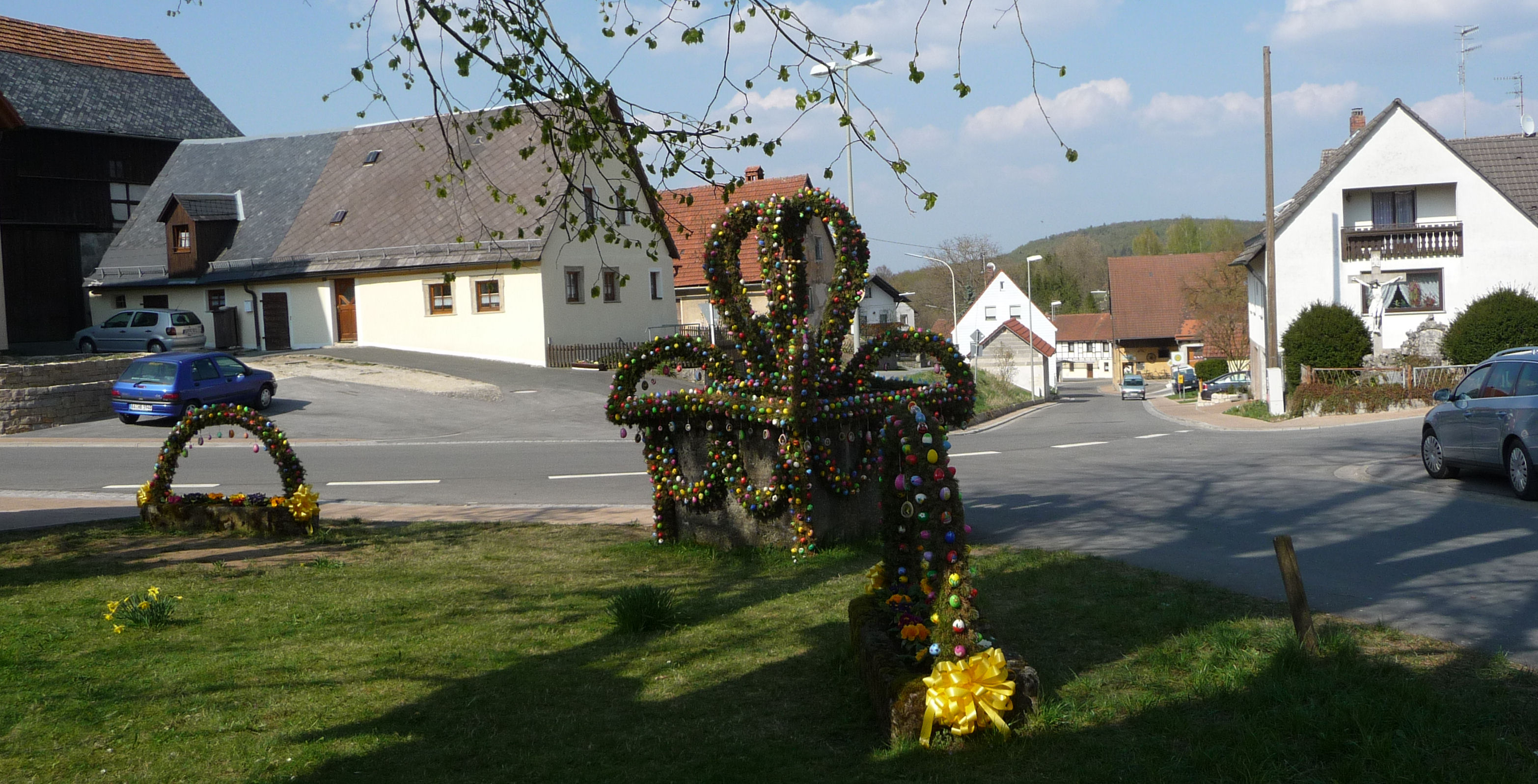
Osterbrunnen, 2009

Kalteneggolsfeld ist ein Gemeindeteil des Marktes Heiligenstadt i.OFr. im oberfränkischen Landkreis Bamberg in Bayern. Der Ort hat etwa 141 Einwohner. Die Gemarkung hat eine Fläche von 418 Hektar.

## Lage

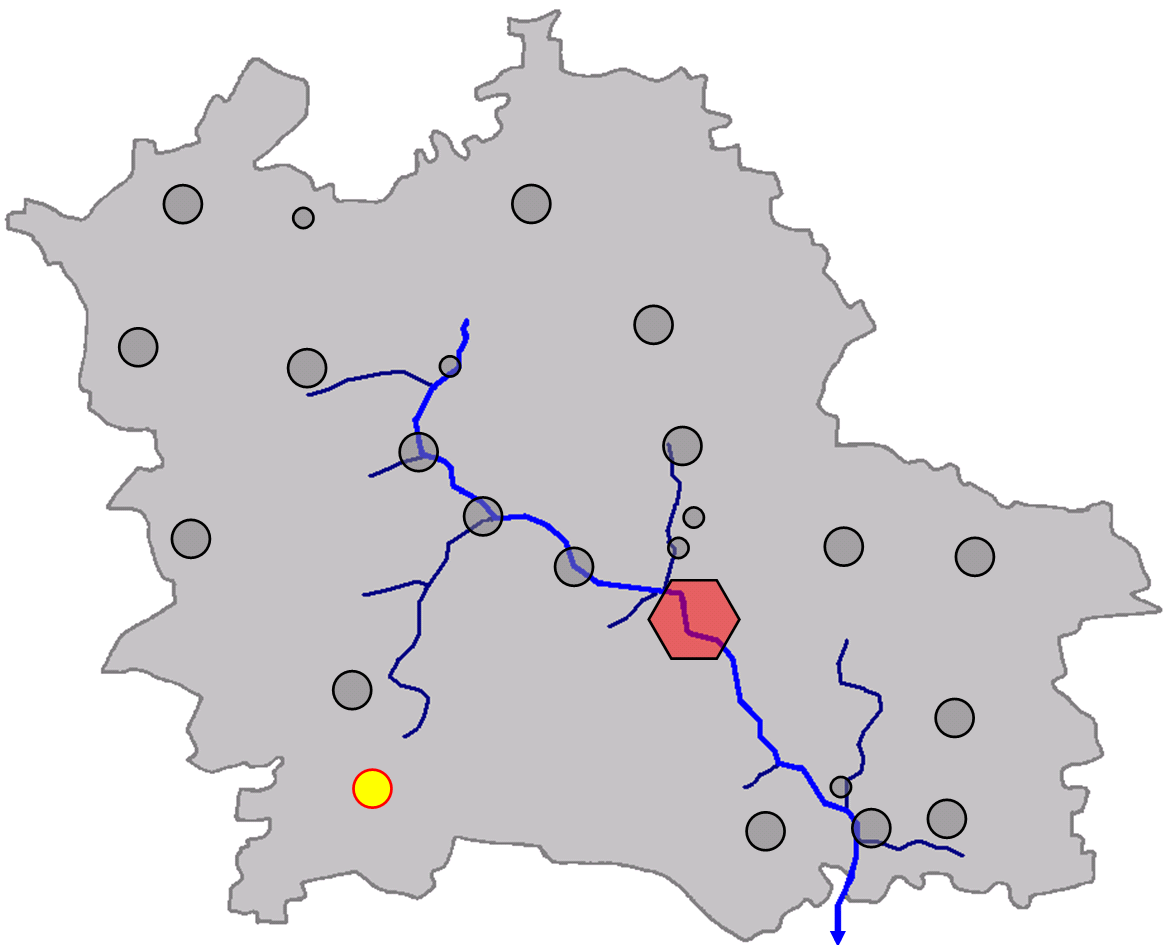
Lage von Kalteneggolsfeld im Markt Heiligenstadt in Oberfranken

Das Kirchdorf liegt in der Fränkischen Schweiz auf 520 Meter Höhe, am Rand der Langen Meile.

## Geschichte
Die erste urkundliche Erwähnung stammt aus dem Jahr 1276, als die Witwe Gertrud des Konrad von Ketschendorf dem Domstift allen Zehnt im Dorfe „Egelsvelt“, sowie weitere Güter in Frankendorf und Stackendorf schenkte.

### Name
Die Einheimischen nennen den Ort „Egelsfeld“. Diese Form erscheint auch in den ältesten Urkunden und bedeutet Feld des Egil. Die später dazugekommene Ergänzung kalten drückt das raue Klima aus. Vermutlich wollte man es damit von dem wärmeren Eggolsheim im Regnitzgrund unterscheiden.

### Neuzeit
Die ärmlichen Verhältnisse nach dem Ersten Weltkrieg bewegten im Mai 1925 den Bayreuther Regierungspräsidenten, die Juradörfer Dürrbrunn, Kalteneggolsfeld, Oberngrub, Teuchatz und andere zu visitieren. In seinem Reisebericht stellte er fest:

„Im allgemeinen war der Eindruck, den wir bei unseren Besichtigungen und Besprechungen erhielten, kein so unerfreulicher als wir erwartet hatten. Zweifellos handelt es sich um eine Gegend, in der die wirtschaftlichen Betriebe mit äußerst schwierigen Verhältnissen zu kämpfen haben; steiniger Boden, hohe rauhe Lage, weit entfernt von den im Tal gelegenen Bahnstationen, gar keine Staatsstraße, wenig Bezirksstraßen und schlechte, teilweise sehr steile Gemeindeverbindungs- und Feldwege fast keine Möglichkeit durch Gewerbebetrieb, Fabrikarbeit oder Taglohn sich einen Verdienst zu verschaffen; wenig ertragreiche Waldungen, zum größten Teil ganz schlechte Wasserversorgung. Was am meisten not tut, das ist die Verbesserung der Wege und die Verbesserung der Wasserversorgung.“

Am 1. Mai 1978 wurde die Gemeinde in den Markt Heiligenstadt in Oberfranken eingegliedert.

### Alte Beschreibungen

#### Geografisches Lexikon (1799)
In Bundschuhs Geografischem Lexikon aus dem Jahr 1799 wird Kalteneggolsfeld folgendermaßen geschildert:

„Kaltenegelsfeld, Kalteneggolsfeld, Kaltengesfeld, Bambergisches Dorf im Amte Memmelsdorf, 2 Stunden von der Residenzstadt Bamberg, woselbst auch das Amt Eggolsheim, der Graf von Seinsheim und Freiherr v Stauffenberg vogteiliche Lehensleute haben. Die Zent übt Memmelsdorf aus-schlüssig hierüber aus. Es pfarrt nach Tiefenpölz, wovon es eine Stunde entfernt ist, deshalb die Franziskaner zu Burg-grub gewöhnlich die Sacra allda administrieren Die Landschaft ist äußerst schlecht und gebirgig der Charakter der Untertanen unsanft, der Boden spröd und unergiebig.“

#### Biedermann (1752)
In Biedermanns Topographischer Beschreibung aus dem Jahr 1752 wird Kalteneggolsfeld folgendermaßen beschrieben:

„Kaltenegensfeld, ein Dörflein auf der Höhe unter dem Amt Memmelsdorf, mit einer Schäferei, wo die Lehenschaften teils dem Hochstift ins Amt, teils dem Baron Schenk v. Stauffenberg ins Schloß Grub und teils dem v. Stiebar ins Schloß Buttenheim gehörig. Die Ritterschaftlichen steuern dem Canton Gebürg und pfarren nebst denen Fürstlichen zur Katholischen Kirche nach Tiefenbelz.“

#### Schulstellenbeschreibung (1914)

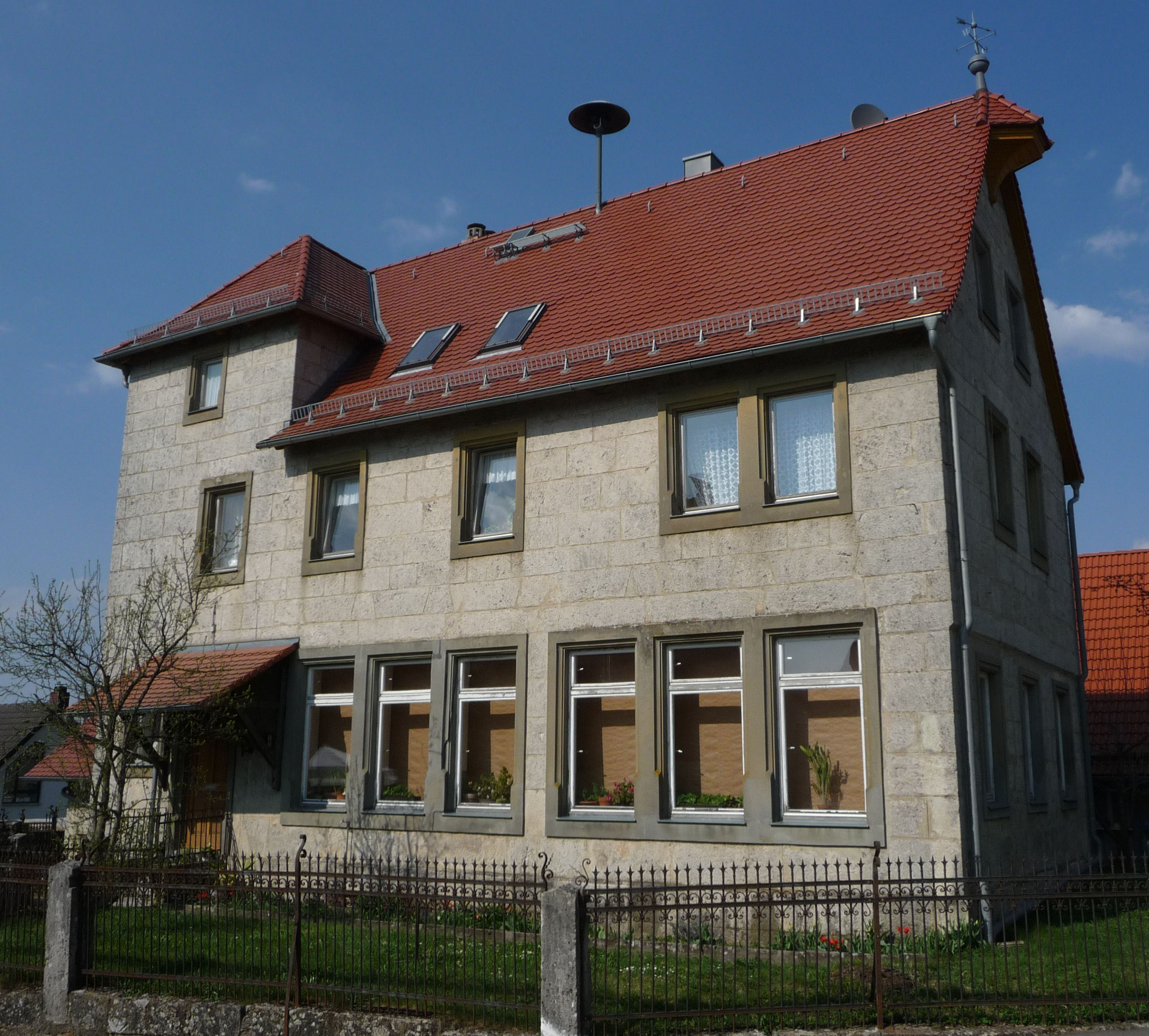
Schulhaus

In einer Schulstellenbeschreibung des Lehrers Hans Schmitt aus dem Jahr 1914 heißt es:

„Kalteneggolsfeld, Dorf mit katholischer Bevölkerung in kleiner Einsenkung auf der Langen Meile, 500 m über dem Meer, 31 Häuser, 32 Familien, 160 Einwohner, Pfarrei Tiefenpölz, selbständige Gemeinde, Bezirksamt Bamberg 1, Amtsgericht und Rentamt Bamberg, Poststation und Gendarmerieposten sind in Zeegendorf, Bahnstation ist Heiligenstadt, Arzt und Apotheke sind im 10 km entfernten Buttenheim, die Wege dorthin sind zum Teil sehr schlecht. Die Bevölkerung treibt Landwirtschaft. Das Klima ist sehr rauh, doch gesund. Kalteneggolsfeld hat zwei Brunnen mit gutem Wasser. Die Lebensmittel sind schwer zu beschaffen, weil Botengänge selten sind. Für unverheiratete Lehrer gibt es einen billigen und standesgemäßen Mittagstisch im Gasthaus.“

### Chronologie
1307: erste urkundliche Erwähnung
1978: Eingemeindung nach Heiligenstadt

## Sehenswürdigkeiten

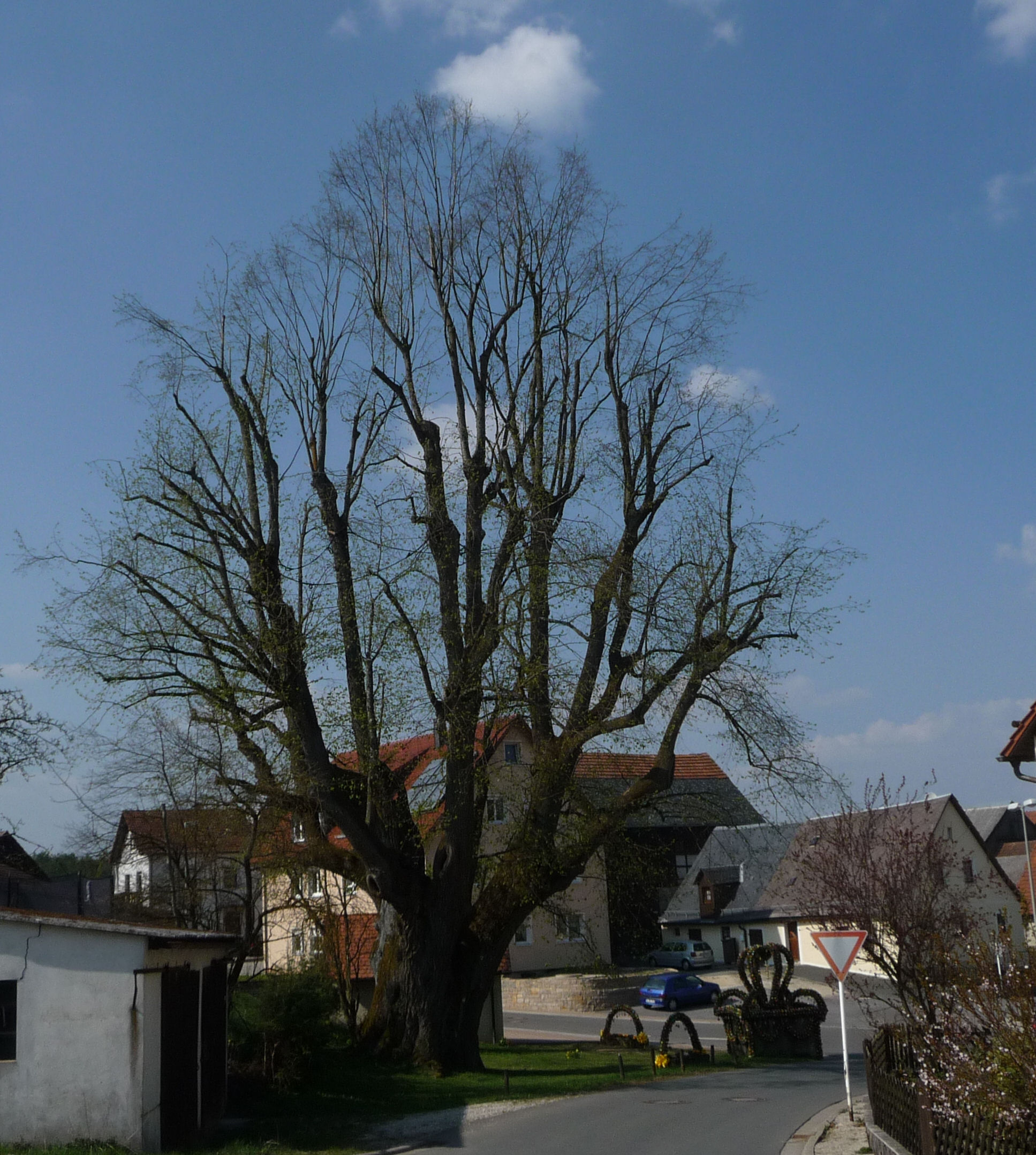
Linde mit Osterbrunnen
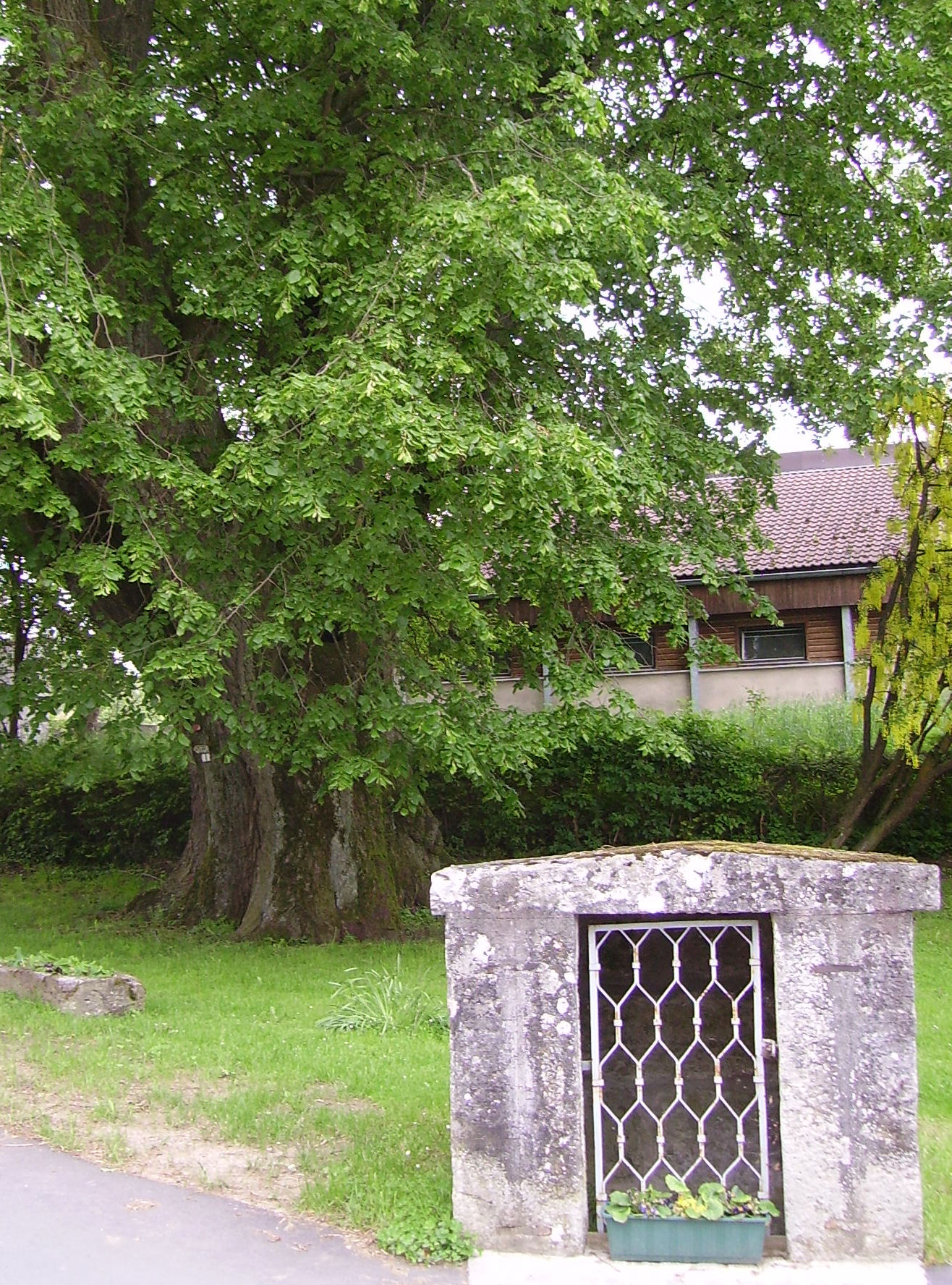
Brunnen und Linde
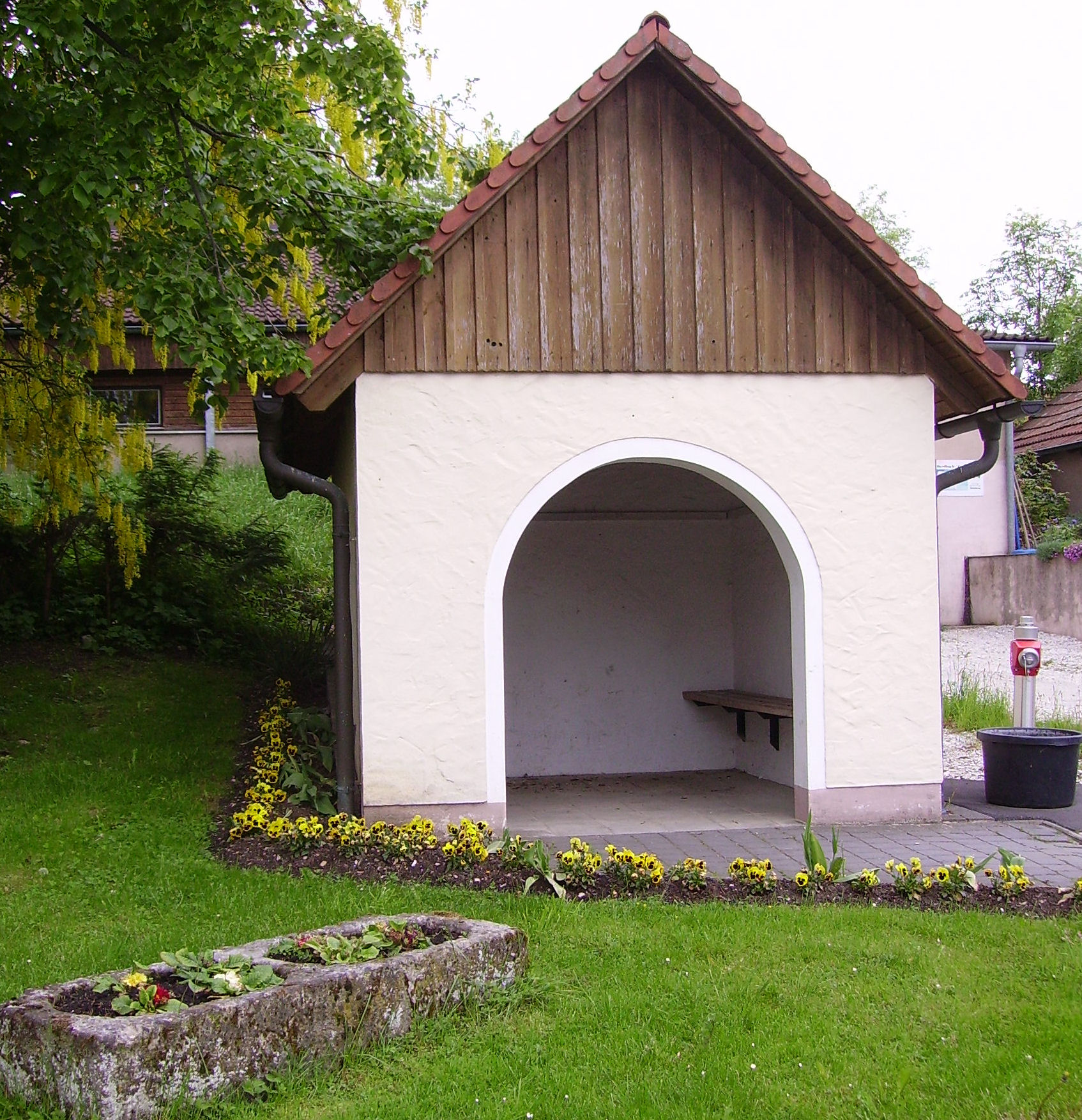
Wartehaus Backofen
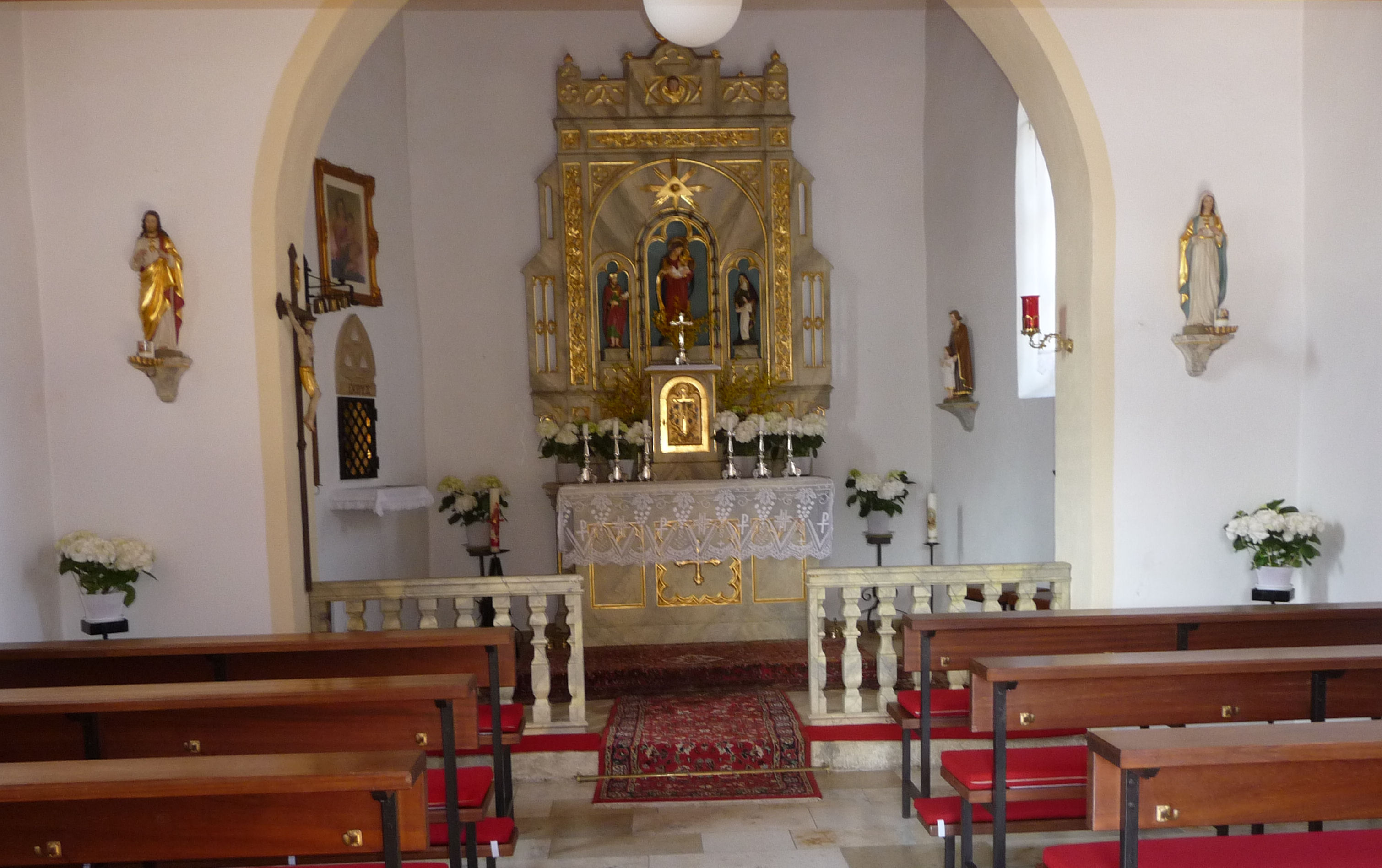
Herz-Maria-Kapelle

### Linde am Dorfbrunnen
Die als Naturdenkmal (ND-Nr. 21) geschützte Sommerlinde mit einem Brusthöhenumfang von 7,56 m (2017), auch „Tausendjährige Linde“ genannt, steht im südwestlichen Ortsteil am alten Dorfbrunnen, direkt an der Kurve der Kreisstraße BA 13.
Am 25. Juli 2022 ereignete sich ein schweres Gewitter mit hohen Windgeschwindigkeiten. Dadurch brach die Dorflinde in zwei Hälften und fiel zum Teil auf das angrenzende Haus. Es entstand lediglich ein Sachschaden. Die Zeitung Fränkischer Tag schätzte das Alter der Linde auf etwa 600 Jahre. Das tatsächliche Alter des Baumveteranen wird ungefähr 300 Jahre betragen.

### Weitere Sehenswürdigkeiten
Neben der Linde und dem alten Dorfbrunnen am Dorfplatz steht das Wartehaus Backofen, der als Wartehäuschen umgestaltete Dorfbackofen, unweit davon die Dorfkapelle Herz Maria.